# Cinq-Mars-la-Pile
Cinq-Mars-la-Pile település Franciaországban, Indre-et-Loire megyében. Lakosainak száma 3943 fő (2022. január 1.). Cinq-Mars-la-Pile Berthenay, Mazières-de-Touraine, Saint-Étienne-de-Chigny, Villandry és Langeais községekkel határos.

## Népesség
A település népességének változása:
| Lakosok száma | 2032 | 2196 | 2370 | 3124 | 3415 | 3461 | 3566 | 3729 | 3822 | 3943 |
|               | 1968 | 1982 | 1990 | 2006 | 2013 | 2015 | 2017 | 2019 | 2020 | 2022 |